# Relazioni bilaterali tra Azerbaigian e Grecia
Nel 1991 l'Azerbaigian ha recuperato la sua indipendenza dall'Unione Sovietica che è stata riconosciuta dalla Grecia il 31 dicembre 1991. Le relazioni diplomatiche sono state stabilite nel 1992. L'ambasciata greca a Baku è stata aperta nella primavera del 1993. L'ambasciata dell'Azerbaigian ad Atene è stata aperta nell'agosto 2004.
Entrambi i paesi sono membri a pieno titolo del Consiglio d'Europa, dell'Organizzazione per la sicurezza e la cooperazione in Europa (OSCE) e dell'Organizzazione per la cooperazione economica del Mar Nero (BSEC). La Grecia è stato il primo paese membro dell'Unione europea a voler importare direttamente gas dall'Azerbaigian. Entrambi i paesi hanno goduto di strette relazioni di recente sviluppo nel commercio, nella cultura e nell'economia. La diaspora greca in Azerbaigian è concentrata a Baku e conta circa 250-300 persone; la maggior parte di loro sono discendenti dei greci del Mar Nero dell'Asia Minore che tra la fine del XIX e l'inizio del XX secolo emigrarono in Azerbaigian.
Tuttavia, a causa della partnership militare e tra Grecia e Armenia e allo stesso tempo degli stretti legami e alleanze tra Turchia e Azerbaigian, le relazioni tra i due paesi sono distanziate e si sono verificate diverse tensioni nazionaliste.
Come la Turchia, l'Azerbaigian si rifiuta di stabilire relazioni diplomatiche con Cipro e ha invece relazioni informali con Cipro del Nord, minacciato più volte la Grecia di riconoscerla.

## Relazioni politiche e commerciali

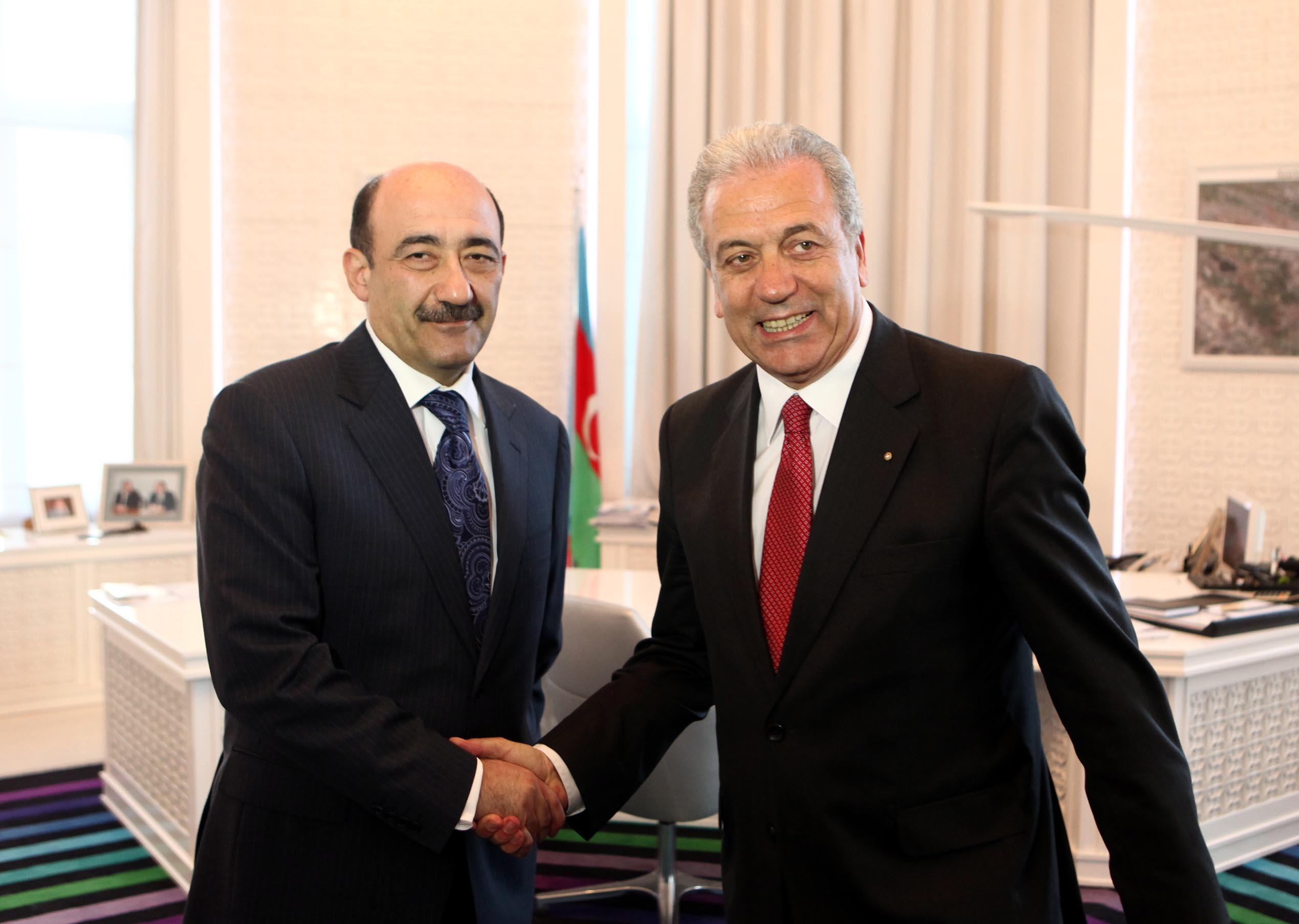
Il ministro degli Esteri greco Dimitris Avramopoulos (a destra) incontra il ministro della Cultura e del turismo dell'Azerbaigian Abulfas Garayev nell'aprile 2013

Le nazioni di Azerbaigian e Grecia intrattengono ciascuna delle relazioni diplomatiche bilaterali. Ciascuno stato ha un'ambasciata, l'Azerbaigian ad Atene e la Grecia a Baku. Nel febbraio 2009, il presidente dell'Azerbaigian Ilham Aliyev ha visitato la Grecia per rafforzare le relazioni bilaterali. Il leader ha incontrato il presidente greco Karolos Papoulias e il primo ministro greco Costas Karamanlis. All'incontro tra i funzionari, le due nazioni hanno convenuto di lavorare più strettamente per trasportare il gas azero in Grecia al fine di aiutare e alleviare i correnti problemi legati alla sicurezza energetica.
In passato le due nazioni hanno stretto molti accordi legati all'industria petrolifera. Nel 2007 il ministro dello sviluppo greco Dimitris Sioufas ha firmato un "memorandum di cooperazione" nei settori del gas naturale e del petrolio mentre era a Baku. Sioufas ha definito questo memorandum una "nuova pagina nelle relazioni economiche ed energetiche dei due paesi".

## Cooperazione sui diritti umani
La deputata greca Elsa Papadimitriou in qualità di membro della commissione per gli affari giuridici e i diritti umani dell'Assemblea parlamentare del Consiglio d'Europa, ha visitato l'Azerbaigian dal suo collaboratore Oqtay Asadov, presidente del parlamento azero e ministro della giustizia Fikrat Mammadov e capo del dipartimento per le forze dell'ordine Fuad Alasgarov. Infine ha frequentato un seminario con il Presidente del Comitato di Stato per le Organizzazioni Religiose Hidayat Orujov.

## Turismo
In un incontro a New York, il ministro degli Esteri greco Dimitris Avramopoulos ha espresso a Elmar Mammadyarov il suo interesse a per lo sviluppo della cooperazione con l'Azerbaigian nel settore del turismo. I turisti azeri in Grecia sono in rapida ascesa, e hanno superato la cifra dei 225.000 nel 2011, con Santorini come destinazione più popolare.

## Diplomazia
Repubblica dell'Azerbaigian
- Atene (Ambasciata)

Repubblica Ellenica
- Baku (Ambasciata)